# Паркер, Джордж Сэффорд
Джордж Сэффорд Паркер (англ. George Safford Parker, род. 1 ноября 1863 в Шаллсберге, Висконсин — ум. 19 июля 1937 в Чикаго, Иллинойс) — американский изобретатель, основатель компании Parker Pen Company.
В 1880 году Паркер стал работать в Джейнсвиллской Телеграфной школе и подрабатывать ремонтом и продажей перьевых ручек. Постоянно сталкиваясь с их ненадёжностью, он стал экспериментировать со способами предотвращения утечки чернил. В 1888 году Паркер основал Parker Pen Company. В следующем году он получил свой первый патент на перьевую ручку. К 1908 году его завод на Main Street в Джейнсвилле стал крупнейшим производителем перьевых ручек в мире. В знак его заслуг его имя было присвоено Джейнсвиллской George S. Parker High School.